# Jean-Pierre Dulau
Pour les articles homonymes, voir Dulau.
Jean-Pierre Dulau, né le 5 décembre 1912 à Montfort-en-Chalosse (Landes), mort le 21 décembre 2009 à Vichy (Allier), est un officier de l'armée de terre française, combattant dans les Forces françaises libres pendant la Seconde Guerre mondiale et Compagnon de la Libération.

## Biographie

### Jeunesse et avant guerre
Alors qu'il n'est encore qu'enfant, son père est tué pendant la Première Guerre mondiale. Il suit des études de commerce à Bordeaux puis passe le concours de la Préparation militaire supérieure et devance son appel au service militaire en avril 1932. Pendant celui-ci, il suit les cours de l'école militaire d'application de la cavalerie et du train de Saumur, il en sort sous-lieutenant de réserve et est affecté en septembre au 124e escadron du Train à Épinal.
Il achève son service en avril 1933 mais s'engage quelques mois plus tard, en janvier 1934 puis retourne à Saumur pour suivre les cours d'élève officier d'active en octobre 1935. Il en sort lieutenant en septembre 1936 et est affecté au 122e escadron du Train à Metz.

### Seconde Guerre mondiale
Lors de la drôle de guerre, il sert dans le Groupe Transport 505 comme lieutenant adjoint de compagnie puis est affecté à la 802e compagnie du Train, qui embarque pour la Norvège où elle participe à la bataille de Narvik. De retour en France, il participe à l'organisation du camp retranché de Brest d'où il part pour l'Angleterre à bord du paquebot Meknes,. Il s'engage dans les Forces françaises libres dès juin 1940.
Il va alors principalement servir dans des unités du train en Afrique. Il participe aux opérations de Dakar et de Rufisque, au Sénégal, puis part pour le Cameroun où sa compagnie intègre la brigade française d'Orient. Il embarque le 25 décembre 1940 à Douala pour la Sierra Leone d'où il gagne le Soudan. À Port-Soudan,  en février 1941, seul officier présent, il organise le transport par camion, avec des effectifs limités, des éléments de la brigade d'Orient à travers 400 km de pistes difficiles pour leur faire rejoindre l'Érythrée et participer à la prise de Keren contre les Italiens.
Ensuite, il réussit le transport de la colonne motorisée de la 13e demi-brigade de la Légion étrangère (13e DBLE) sur 250 km de pistes minées, permettant ainsi de couper la route entre Asmara et Massaoua. Il retourne ensuite chercher le bataillon de marche du Tchad afin que la France libre puisse engager toutes ses forces. Il est promu capitaine le 1er juillet 1941 et prend alors le commandement de la 101e compagnie auto. En 1942, il participe à la campagne de Libye, aux combats de Marsa Matrouh en Cyrénaïque, en mai-juin 1942, à la défense de Bir Hakeim et en  octobre à la bataille d'El Alamein. Pour la campagne de Tunisie, il est intégré au 1er escadron du Train au sein de la 1re division française libre (1re DFL). Il est promu chef d'escadron et participe à la campagne d'Italie, où il s'illustre dans l'organisation du franchissement des Alpes, puis à la libération de la France. Il est nommé lieutenant-colonel en juillet 1945.

### Après guerre
Il commande le 27e escadron du Train à Alger puis de 1952 à 1954, suit les cours de l'école supérieure de guerre à Paris. Il est ensuite jusqu'à sa retraite de l'armée en octobre 1958, chef d'état-major de la base militaire interarmées au Maroc. Il part avec le grade de colonel .
Il devient directeur adjoint de la Société tunisienne de sondages injections forages (la SIF) à Tunis, société dont il devient PDG en 1963 ,. Il se retire ensuite à Vichy (Allier) où il meurt le 21 décembre 2009, à 97 ans, et où il est inhumé.

## Distinctions
- Commandeur de la Légion d'honneur[2],[1]
- Compagnon de la Libération par décret du 16 octobre 1945[1]
- Croix de guerre 1939–1945 (2 citations)[1]
- Médaille de la Résistance française par décret du 14 juin 1946[2],[1]
- Médaille coloniale avec agrafes « Érythrée », « Libye », « Tunisie »[1]
- Legion of Merit (États-Unis)[2],[1]
- Commandeur de l'ordre du Nichan Iftikhar[1] (Tunisie)
- Mérite Syriens
- Reconnaissance norvégienne[1]